# Буроголовый лесной пастушок
Буроголовый лесной пастушок (лат. Aramides axillaris) — вид птиц из семейства пастушковых (Rallidae). Подвидов не выделяют. Распространён в Мексике, Центральной Америке и на севере Южной Америки.

## Описание
Буроголовый лесной пастушок — небольшой лесной пастушок с длиной тела 29—33 см и массой от 300 до 325 г. Половой диморфизм не выражен. Голова и шея каштанового цвета; уздечка и кроющие уха бледнее. Задняя часть шеи и мантия голубовато-серые, эта область образует пятно треугольной формы. Спина, плечи, кроющие крыла зеленовато-оливковые. Нижняя часть спины и надхвостье черновато-коричневые. Первостепенные маховые перья рыжевато-коричневые. Второстепенные маховые перья зеленовато-оливковые. Подбородок и горло белые. Грудь, бока и брюхо от ярко каштанового до цвета жжёной сиены. Хвост чёрный. Радужная оболочка оранжево-коричневая, иногда красноватая. Окологлазное кольцо красное. Клюв зелёный с желтоватым основанием. Ноги и ступни розовато-красные или красные.

## Биология
Буроголовый лесной пастушок обычно добывает корм в утренних и вечерних сумерках. Хотя это, как правило, скрытная птица, в поисках пищи она часто перемещается на несколько метров от укрытия на открытые илистые отмели и берега ручьёв. Его основной добычей являются крабы, а также другие водные беспозвоночные. Биология размножения практически не изучена. Сезон размножения, по-видимому, варьируется географически. Гнездо в виде платформы или неглубокой чаши сооружается из маленьких веточек, выстилается стеблями трав и листьями и размещается на небольшом дереве на высоте 3—8 м над землёй. В кладке 4—6 яиц.

## Распространение и места обитания
Буроголовый лесной пастушок встречается в Мексике на тихоокеанском побережье и побережье полуострова Юкатан и с перерывами вдоль тихоокеанского и карибского побережий Центральной Америки. В Южной Америке встречается вдоль тихоокеанского побережья с перерывами от Колумбии через Эквадор до северного Перу, вдоль карибского побережья от Колумбии через Венесуэлу до островов Гвианы, а также на Тринидаде.
Долгое время считалось, что буроголовый лесной пастушок относится в основном к прибрежным видам, и в некоторых частях ареала его наблюдали только в мангровых лесах. Однако растущее число наблюдений внутри материка в лиственных, влажных и горных лесах на высоте до 1400 м над уровнем моря позволило предположить, что мангры являются лишь зимней средой обитания этого вида.